# WinMerge
WinMerge è un software libero utilizzato per rilevare le differenze e unire file di testo. È utile per determinare le differenze tra più versioni di uno stesso file, per poi unire le varie versioni.
L'ultima versione stabile di WinMerge è la 2.16.4 risalente a luglio 2019.
Nel 2011 è stato creato un fork del codice base 2.x chiamato "WinMerge 2011". Questo nuovo branch è stato costantemente sviluppato con correzioni e aggiunte di nuove caratteristiche. È stata rimossa la dipendenza dalle librerie ATL/MFC così che WinMerge 2011 può essere compilato usando il compilatore gratuito Visual C++ Express editions.
Nel gennaio 2018, Takashi Sawanaka ha creato un fork con la prima versione sperimentale 2.15.2, e impostato il lavoro in vista della versione 2.16.0 stabile.
WinMerge è scritto per l'ambiente Windows.
Il codice sorgente di WinMerge è disponibile nel repository dedicato di BitBucket che ha come mirror il repository su GitHub.

## Caratteristiche
- Visualizzazione intuitiva e grafica delle differenze tra file di testo
- Editor flessibile con syntax highlighting
- Gestisce file di testo in formato DOS e UNIX
- Supporto Unicode
- Evidenziazione delle differenze dentro le righe
- Integrazione della shell
- Supporto ai plugin
- Interfaccia localizzata attraverso DLL di risorse
- Integrazione (rudimentale) con Visual SourceSafe e Rational ClearCase
- Manuale in formato HTML
- Supporto file compressi tramite 7-Zip
- Il pannello delle differenze mostra le differenze correnti in due sottopannelli verticali
- Il pannello della posizione mostra la mappa dei file comparati
- Filtri sui file nelle differenze di directory
- Rilevamento dello spostamento di righe nella comparazione tra file